# Døde i 1991
Døde i 1991   er en liste over notable personer, der er afgået ved døden i 1991  . 

## Januar
| - Olav 5. af Norge |

- 2. januar – Eiler Krag, dansk maler, tegner og illustrator (født 1908).
- 4. januar − Peter Dommisch, tysk skuespiller (født 1934).
- 6. januar − Ahmed Saygun, tyrkisk komponist og musikforsker (født 1907).
- 8. januar – Steve Clark, engelsk guitarist (Def Leppard) (født 1960).
- 11. januar – Carl David Anderson, amerikansk fysiker og nobelprismodtager (født 1905).
- 16. januar – Elith Nørreholm, dansk journalist og programvært (født 1918).
- 17. januar – Kong Olav V af Norge (født 1903).
- 27. januar – Jens Sigsgaard, dansk psykolog og forfatter (født 1910).
- 30. januar – John Bardeen, amerikansk fysiker, nobelprisvinder (født 1908).

## Februar
|  |

- 4. februar – Johannes Pløger, dansk fodboldspiller (født 1922).
- 20. februar – Svend Nicolaisen, dansk violinist og kapelmester (født 1908)
- 21. februar - Margot Fonteyn, engelsk balletstjerne (født 1919)

## Marts
|  |

- 2. marts – Serge Gainsbourg, fransk sanger, sangskriver, komponist og skuespiller (født 1928).
- 12. marts – William Heinesen, færøsk forfatter (født 1900).
- 12. marts – Ragnar Granit, finsk fysiolog og nobelprismodtager (født 1900).
- 16. marts – Margherita Flor, kgl. dansk operasanger (født 1900).
- 19. marts – Jens Toldstrup, dansk toldassistent og modstandsmand (født 1915).
- 21. marts – Leo Fender, amerikansk guitarbygger (født 1909).
- 24. marts – Henry Skjær, dansk operasanger (født 1899).
- 25. marts – Frederik Aage Elmerkjær, dansk jurist og konservativ politiker (født 1913).

## April
| - David Lean |

- 1. april – Martha Graham, amerikansk danser og koreograf (født 1894).
- 3. april – Graham Greene, engelsk forfatter (født 1904).
- 3. april – Mogens Mogensen, dansk tekstforfatter (født 1930).
- 10. april – Hans-Jørgen Nielsen, dansk forfatter (født 1941).
- 15. april – Teddy Petersen, dansk kapelmester (født 1892).
- 16. april – David Lean, engelsk filminstruktør (født 1908).
- 19. april – Frederik Bramming, dansk tegner og illustrator (født 1911).
- 20. april – Don Siegel, amerikansk filminstruktør (født 1912).
- 23. april – Tove Wisborg, dansk skuespillerinde (født 1936).

## Maj
|  |

- 12. maj - Jørgen Johansen, dansk professionel bokser, europamester i letvægt 1952-54 (født 1922).
- 14. maj - Jiang Qing, kinesisk enke efter Mao Zedong (født 1914).
- 15. maj - Ronald Lacey, engelsk skuespiller (født 1935).
- 21. maj – Rajiv Gandhi, indisk politiker (født 1944) – myrdet.
- 24. maj - Wilhelm Kempff, tysk pianist (født 1895).

## Juni
| - Jean Arthur |

- 3. juni – Arne Noe-Nygaard, dansk geolog (født 1908).
- 10. juni – Manja Mourier, dansk skuespiller og visesanger (født 1911).
- 14. juni – Peggy Ashcroft, britisk skuespiller (født 1907).
- 17. juni – Hanne Winther-Jørgensen, dansk skuespillerinde (født 1935).
- 19. juni – Jean Arthur, amerikansk skuespillerinde (født 1900).
- 29. juni – Henri Lefebvre, fransk sociolog (født 1901).

## Juli
| - Lee Remick |

- 1. juli – Michael Landon, amerikansk skuespiller (født 1936).
- 2. juli – Lee Remick, amerikansk skuespillerinde (født 1935).
- 20. juli – Frank Osvald, dansk/tjekkoslovakisk journalist (født 1924).
- 24. juli – Isaac Bashevis Singer, polsk-amerikansk jiddisch-forfatter og nobelprismodtager (født 1902).

## August
|  |

- 12. august – Camma Larsen-Ledet, dansk politiker (født 1915).
- 16. august – Kaj V. Andersen, dansk radio-, tv-vært og politiker (født 1929).

## September
| - Frank Capra - Miles Davis |

- 2. september – Alfonso García Robles, mexicansk diplomat, politiker og nobelprismodtager (født 1911).
- 3. september – Frank Capra, amerikansk filminstruktør (født 1897).
- 4. september – Knud Hallest, dansk skuespiller (født 1909).
- 4. september – Charlie Barnet, amerikansk saxofonist, komponist og kapelmester (født 1913).
- 13. september – Aage Damgaard, dansk fabrikant, restauratør og kunstsamler (født 1917).
- 24. september – Dr. Seuss, amerikansk forfatter (født 1904).
- 25. september – Klaus Barbie, tysk naziforbryder (født 1913).
- 28. september – Miles Davis, amerikansk musiker (født 1926).

## Oktober
|  |

- 5. oktober – Jørgen Beck, dansk skuespiller (født 1914).
- 9. oktober – Maria Lang, svensk forfatter (født 1914).
- 12. oktober – Victor Skaarup, dansk tekstforfatter (født 1906).
- 23. oktober – Stefan Henszelman, dansk filminstruktør (født 1960).
- 24. oktober – Gene Roddenberry, amerikansk filmproducent (født 1921).
- 27. oktober – Andrzej Panufnik, polsk-født britisk musiker og komponist (født 1914).

## November
| - Freddie Mercury - Yves Montand |

- 5. november – Robert Maxwell, britisk forlægger og dagbladsbaron (født 1923).
- 8. november – Bo Kristiansen, dansk keramiker (født 1944).
- 9. november – Yves Montand, fransk skuespiller (født 1921).
- 10. november – Curt Weibull, svensk forfatter, historiker og professor (født 1886).
- 10. november – Gunnar Gren, svensk fodboldspiller og træner (født 1920).
- 18. november – Gustáv Husák, slovakisk politiker, tjekkoslovakisk præsident (født 1913).
- 22. november – Edel Saunte, dansk politiker og borgmester (født 1904).
- 23. november – Klaus Kinski, tysk skuespiller (født 1926).
- 24. november – Freddie Mercury, britisk sanger (født 1946).
- 24. november – Eric Carr, amerikansk trommeslager (Kiss) (født 1950).
- 25. november – Helge Skov, dansk højskoleforstander og biskop (født 1921).
- 25. november – Robert Fisker, dansk forfatter (født 1913).
- 27. november – Curt von Lüttichau, dansk arkitekt og maler (født 1897).
- 30. november – Aksel Svane, dansk jurist og landsfoged (født 1898).

## December
|  |

- 1. december – Albert Gaubier, polsk/dansk danser, koreograf og balletmester (født 1903).
- 6. december – Richard Stone, britisk økonom og nobelprismodtager (født 1913).
- 7. december – Povl Bagge, dansk historiker (født 1902).
- 11. december – Helge Nielsen, dansk politiker (født 1918).
- 11. december – Artur Lundkvist, svensk poet (født 1906).
- 16. december – Ulrik Duurloo, dansk direktør (født 1912).
- 20. december – Ib Nellemann, dansk landinspektør og civilingeniør (født 1916).
- 22. december – Lis Madsen, dansk læge (født 1913).
- 28. december – Allan Fridericia, dansk scenograf og ballethistoriker (født 1921).
- 29. december – Tony Strobl, amerikansk tegneseriestegner (født 1915).